# Sen (rzeźba)
Sen (ang. Dream) – forma przestrzenna autorstwa Jaumego Plensy zlokalizowana w lasach Sutton Manor Woodland w St Helens, w Merseyside, w Anglii (pomiędzy Liverpoolem, a Manchesterem).

## Geneza i historia
20-metrowej wysokości rzeźba powstała na życzenie lokalnej społeczności, w dużej mierze złożonej z byłych górników pracujących dawniej w tym przemysłowym regionie Anglii. Chodziło o wypełnienie pustego terenu po dawnej, zamkniętej kopalni węgla kamiennego Sutton Manor Colliery. Pomysł po raz pierwszy zgłoszono w 2003 w ramach strategii rewitalizacji prowadzonej przez sektor prywatny w dystrykcie St Helens. Rzeźbę odsłonięto w 2009 i od tego czasu stanowi atrakcję turystyczną (35 milionów odwiedzających rocznie). Została też nominowana do nagrody Marsh Sculpture Prize, przyznawanej do najlepszej rzeźby w przestrzeni publicznej roku.
Oprócz uhonorowania dziedzictwa miejsca, kompozycja ma również symbolizować postindustrialną transformację St Helens oraz stać się regionalnym punktem orientacyjnym.

## Forma
Obiekt ma postać głowy młodej dziewczyny z zamkniętymi oczami, co przywodzi na myśl sen. Białe, prawie luminescencyjne wykończenie stanowi wyraźny kontrast z historyczną symboliką miejsca – czernią wydobywanego tu w przeszłości węgla, który wciąż pozostaje w ziemi poniżej rzeźby. Kontury twarzy i odblaski zmieniają się regularnie pod wpływem fluktuujących warunków pogodowych i oświetleniowych.

## Film
Rzeźba stanowi jedno z często ukazywanych miejsc w serialu Zostań przy mnie z 2021 zrealizowanego przez Netflix na podstawie powieści Harlana Cobena pod tym samym tytułem (2012).